# Boczki (województwo warmińsko-mazurskie)
Boczki – osada leśna w Polsce położona w województwie warmińsko-mazurskim, w powiecie gołdapskim, w gminie Dubeninki na obszarze Parku Krajobrazowego Puszczy Rominckiej.
W latach 1975–1998 miejscowość administracyjnie należała do województwa suwalskiego.
W pobliżu znajduje się rezerwat przyrody Boczki.
Inne miejscowości o nazwie Boczki: Boczki